# Chondrosia reniformis
Espèce
Synonymes
- Chondrosia gliricauda (Schmidt, 1862)
- Gummina ecaudata Schmidt, 1862
- Gummina gliricauda Schmidt, 1862

L’Éponge-rognon ou Éponge-cuir (Chondrosia reniformis) est une espèce d'éponge de la famille des Chondrosiidés.